# Porphyrinia obscura
Porphyrinia obscura là một loài bướm đêm trong họ Noctuidae.